# Quindío
Quindío est l’un des 32 départements de la Colombie. Sa capitale est la ville d’Armenia.

## Toponymie
Le département tire son nom de la rivière Quindío, un affluent du río Cauca.

## Histoire

### XIXeetXXesiècles

La province de Popayán en 1810.
Le département de Cauca en 1824.
La province de Mariquita en 1855.
L'État souverain de Cauca en 1863.
Le département de Gran Caldas entre 1905 et 1966.
Le département de Quindío depuis 1966.

## Géographie

### Géographie physique

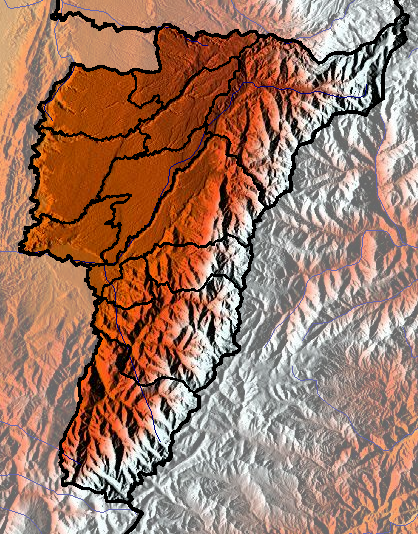
Carte topographique du Quindío.

Le département de Quindío est situé au centre du pays. De forme vaguement triangulaire, il est bordé à l'ouest par le département du Valle del Cauca, au nord par celui de Risaralda et à l'est par celui de Tolima.
D'une superficie d'à peine 1 845 km2, il se situe sur le versant ouest de la cordillère Centrale. La partie nord-est du département est incluse dans le parc national naturel de Los Nevados et englobe le Nevado del Quindío, volcan de 4 800 mètres qui est le point culminant du département.
Les rivières, dont le río Quindío, coulent toutes de l'est vers l'ouest ou le sud-ouest, où elles rejoignent les ríos Barragán et La Vieja, affluents du río Cauca qui marquent la frontière avec le Valle del Cauca.

### Découpage administratif

Municipalités de Quindío.

Le département de Quindío est divisé en douze municipalités. Sa capitale est Armenia.
| Municipalité | Superficie (km2) | Population (2005) | Densité (hab./km2) |
| ------------ | ---------------- | ----------------- | ------------------ |
| Armenia      | 250              | 272 574           | 1 090,3            |
| Buenavista   | 41,12            | 2 954             | 71,84              |
| Calarcá      | 219,23           | 71 605            | 326,62             |
| Circasia     | 91               | 26 705            | 293,46             |
| Córdoba      | 98,21            | 5 238             | 53,33              |
| Filandia     | 109,4            | 12 510            | 114,35             |
| Génova       | 297,9            | 9 293             | 31,2               |
| La Tebaida   | 89               | 32 748            | 367,96             |
| Montenegro   | 148,92           | 38 714            | 259,97             |
| Pijao        | 243,12           | 6 421             | 26,41              |
| Quimbaya     | 126,69           | 32 928            | 259,91             |
| Salento      | 377,67           | 7 001             | 18,54              |

## Démographie
| 1985    | 1990    | 1995    | 2000    | 2005    | - |
| ------- | ------- | ------- | ------- | ------- | - |
| 409 058 | 453 105 | 501 729 | 519 933 | 534 552 | - |

### Ethnographie
Selon le recensement de 2005, 0,4 % de la population de Quindío se reconnait comme étant « indigène », c'est-à-dire descendant d'ethnies amérindiennes et 2,5 % se définit comme afro-colombienne.